# Кичи-Балык
Кичи-Балык (карач.-балк. Кичибалыкъ) — село в Малокарачаевском районе Карачаево-Черкесской Республики России. 
Административный центр муниципального образования «Кичи-Балыкское сельское поселение». 

## География
Кичи-Балык расположен по обоим берегам реки Кичмалки, в 38 километрах к юго-востоку от районного центра — села Учкекен и в 13 километрах к юго-западу от города Кисловодска. Северо-восточнее села проходит граница Карачаево-Черкесии со Ставропольским краем, а восточнее — граница с Кабардино-Балкарией. Восточная граница до 1990 года являлась частью границы Ставропольского края с Кабардино-Балкарской АССР, когда Карачаево-Черкесская автономная область входила в состав Ставрополья.

## История
В начале 1926 года из Нагорного округа Кабардино-Балкарской автономной области в Малокарачаевский округ Карачаево-Черкесской АО были переданы некоторые земли, в том числе и верховья реки Кичмалки. 
Постановлением ВЦИК от 25 июня 1926 года в долине реки Кичмалки был образован аул Ленин-Юрт в составе Малокарачаевского округа. 
Спустя 4 месяца Постановлением Северо-Кавказского крайисполкома от 25 ноября 1926 года аул Ленин-Юрт был переименован в Кичи-Балык.

## Население
| 2002 | 2010 | 2021 |
| ---- | ---- | ---- |
| 600  | ↗645 | ↗676 |